# Browar Gustawa Keilicha
Browar Gustawa Keilicha (także: Browar Nr 2 w Łodzi) – browar działający w Łodzi w latach 1882–1945, z siedzibą przy ul. Orlej 25 w Łodzi.

## Historia

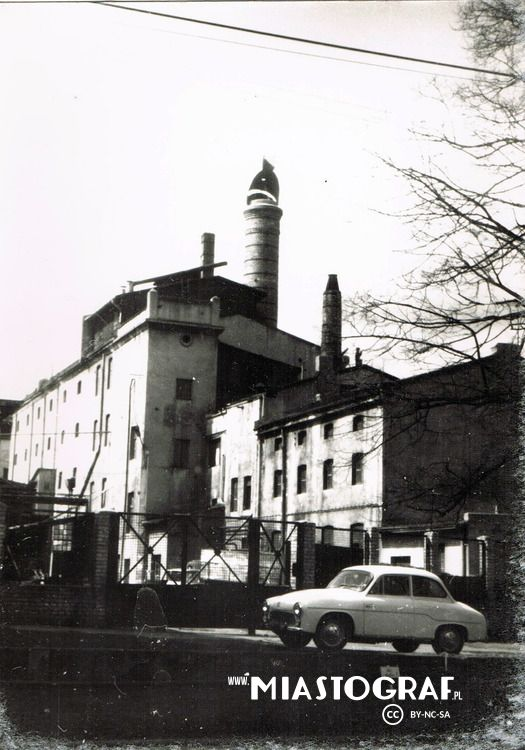
Browar przy ul. Orlej 25 w Łodzi. 1970

Początki browaru sięgają 1882 r., kiedy to Jan Gustaw Keilich założył browar przy prowadzonej wcześniej fabryce octu. Kompleks browaru obejmował słodownię, suszarnię słodu, warzelnię, a także fabrykę octu. Początkowo stanowił on jeden z mniejszych browarów w Łodzi, by w latach 90. XIX w. stać się drugim co do wielkości produkcji browarem w mieście, zaraz za browarem Karola Anstadta. Browar wykorzystywał początkowo pracę ręczną. W 1893 r. zatrudniał 9 robotników, produkując rocznie 34 000 wiader piwa (ok. 420 000 litrów). W 1898 r. produkcję wspomagał silnik o mocy 1KM, a w 1902 r., silnik gazowy o mocy 6KM. Do 1901 r. firma przeszła w posiadanie syna Jana Gustawa – Gustawa Keilicha. W 1907 r. przy produkcji piwa pracowano używając silnika o mocy 10KM. Do 1908 r. browar zatrudniał 15 robotników, później zatrudnienie wzrosło do 20 osób i obejmowało również lekarza zakładowego. Od 1909 r. browarem zarządzali kolejno: Teodor Salin (do 1909), Aleksander Łogański (do 1911), a następnie Artur Keilich – syn Jana Gustawa. W 1916 r. rozbudowano browar przy ul. Orlej w Łodzi, wg projektu Augusta Furuhejlma. W 1920 r. Gustaw i Leokadia Keilichowie sprzedali firmę oraz zabudowania przy ul. Orlej 25, synom – Arturowi i Gustawowi, łącznie za 400 000 marek polskich. To w okresie ich zarządzania firmą browar produkował najwięcej piwa, osiągając produkcję 7900 hl w 1923 r. W 1925 r. zarejestrowano znak towarowy przedsiębiorstwa przedstawiający słońce w trójkącie, z którym firma kojarzona była już wcześniej. W 1926 r. bracia uzyskali pozwolenie na prowadzenie produkcji wody sodowej oraz lemoniady, która odbywała się na piętrze browaru. W 1928 r. Browar Gustawa Keilicha wchłonął majątek w Ciechomicach, wraz z lokalnym browarem działającym do 1872 r., gdzie również produkowano piwo w ramach przedsiębiorstwa oraz sery. W latach 30. XX w. browar braci Keilich dysponował 20 silnikami elektrycznymi o sumarycznej mocy 150 KM, a także miał elektryczną linię do napełniania i etykietowania butelek oraz wentylatory. Przedsiębiorstwo zaopatrzone było w maszyny firm Skoda, AEG oraz Heinrich Arnold & Co, wyróżniając przedsiębiorstwo zaawansowaniem technologicznym na tle innych polskich browarów. W latach 1939–1945 browar przemianowano na Brauerei Gebrüder Keilich Litzmannstadt. Browar w tym okresie rozwinął się. Dokonano przebudowy oraz uzupełniono wyposażenie o system chłodzenia browaru, zamawiano również surowce od firm z III Rzeszy. Browar znacjonalizowano w 1946 r. przez pewien czas używając dotychczasowego oznakowania produktów. W latach 1946–1997 były browar Gustawa Keilicha funkcjonował pod nazwami, takimi jak: Państwowy Browar nr 2 w Łodzi, Browar Mieszczański Łódzkie Zakłady Piwowarsko-Słodownicze, Wytwórnia Octu i Wód Gazowych, Browary Łódzkie nr 2.

## Nagrody
Piwo browaru Keilicha zdobyło medale w Antwerpii w 1906 roku, w Warszawie w 1909 oraz w Rostowie nad Donem. Ponadto browar został odznaczony złotym medalem na wystawie rzemieślniczej w Łodzi w 1936 r.

## Produkt

### Piwo
- Jasne Kryształ,
- Karmel,
- Słodowe,
- Ciemne,
- Syfonowe[6].

### Lemoniady
- Limetta,
- Stołowa Akwasan,
- Citronata,
- Kefirella (lemoniada z kwasem mlekowym)[6].

### Inne
- ocet spirytusowy stołowy i do marynat,
- woda sodowa[6],
- słodziny,
- sery z Ciechomic[4].